# Historia de los ministerios de Industria de Argentina
Los ministerios y secretarías del área de la Industria de Argentina que han existido desde mediados del siglo XX.

## sigloXX
En marzo de 1949, durante el primer gobierno del general de división Juan Domingo Perón, el Poder Legislativo, por disposición transitoria primera de la reforma constitucional, creó el «Ministerio de Industria y Comercio».
En junio de 1954 el Poder Legislativo, por ley n.º 14 303, desdobló al Ministerio de Industria y Comercio en el «Ministerio de Industria» y el «Ministerio de Comercio».
En junio de 1956, el gobierno de facto del general de división Eduardo Lonardi fusionó el Ministerio de Industria y el Ministerio de Comercio en el «Ministerio de Comercio e Industria».
Por ley n.º 14 439, sancionada y promulgada en junio de 1958 —gobierno constitucional de Arturo Frondizi—, se creó la «Secretaría de Industria y Minería», en el ámbito del Ministerio de Economía.
En agosto de 1965, bajo el gobierno constitucional de Arturo Umberto Illia, la Secretaría de Industria y Minería se desdobló en la «Secretaría de Industria» y la «Secretaría de Minería». En septiembre de 1966, el gobierno de facto del teniente general Juan Carlos Onganía re-organizó el gabinete estableciendo la «Secretaría de Industria y Comercio» y la «Secretaría de Energía y Minería», ambas en el Ministerio de Economía y Trabajo.
En octubre de 1973 se creó la «Secretaría de Desarrollo Industrial», dentro del Ministerio de Economía.
En marzo de 1981 el Poder Ejecutivo modificó el gabinete y creó el «Ministerio de Industria y Minería», compuesto por tres subsecretarías. En diciembre de 1981 nuevamente se modificó y este departamento de estado desapareció. En su lugar se creó la «Secretaría de Industria y Minería», en la órbita del Ministerio de Economía; por otro lado, se creó la «Secretaría de Energía», dentro del Ministerio de Obras y Servicios Públicos.
En diciembre de 1983 se crearon la «Secretaría de Industria» y la «Secretaría de Minería», ambas en el Ministerio de Economía.